# Euphaedra albipunctata
Euphaedra albipunctata är en fjärilsart som beskrevs av M.Gaede 1916. Euphaedra albipunctata ingår i släktet Euphaedra och familjen praktfjärilar. Inga underarter finns listade i Catalogue of Life.